# Paklitaxel
Paklitaxel (angl. paclitaxel, obchodní název taxol) je rostlinný tricylický diterpen[zdroj?] ze skupiny taxanů, používaný v medicíně jako cytostatikum.

## Působení
Jedná se o tzv. vřeténkový jed, čili látku jejíž cytostatický účinek spočívá v působení na dělicí vřeténko buňky. Její účinek spočívá v tom, že působením na mikrotubuly buněk zabrání jejich depolymeraci během buněčného dělení a tím transportu chromozomů k pólům dělící se buňky.

## Použití
Je používán k léčbě karcinomů prsu v kombinaci s trastuzumabem, ovariálních karcinomů v kombinaci s cisplatinou, v kombinaci s tímto také u bronchiálních karcinomů. V karcinomu prostaty je používán spíše docetaxel.

## Nežádoucí účinky
Typickým vedlejším účinkem paklitaxelu je periferní neuropatie a ztráta tekutin v organismu. Značná část vedlejších účinků není způsobena přímo paklitaxelem ale Cremaphorem a dalšími přidavnými látkami. Novější formulace jako Abraxan, kde není paklitaxel rozpuštěn v Cremaphoru, ale "zabalen" v albuminu, mají lepší profil vedlejších účinků a nevyžadují preventivní infuzi prednisonem.

## Výskyt
Paklitaxel je rostlinným alkaloidem izolovaným z tisu západoamerického (Taxus brevifolia).

## Výroba
Většina paklitaxelu je vyráběna semisynteticky z 10-deacetylbakatinu III, který je získáván z tisu červeného (Taxus baccata) pěstovaného na plantážích. Od roku 2002 se používá i postup zahrnující fermentaci tisových buněk.
Provedena byla i úplná syntéza paklitaxelu, pro komerční účely je však nevhodná. Obdobně neekonomické se ukázalo využití hub parazitujících na tisu, které paklitaxel produkují.

## Historie
Historicky využívali účinky této látky již Keltové, kteří tisovou mízou otravovali hroty šípů. Původní severoameričané používali výluh z tisové kůry k vnějšímu či vnitřnímu ošetření dýchacích nemocí a na přelomu 19. a 20. století bylo v Indii zaznamenáno použití některých částí tisu červeného jako součásti přípravku k léčení rakoviny.
Paklitaxel byl poprvé izolován roku 1966, a to z kůry tisu západoamerického, jejíž vzorky byly sbírány v rámci programu zkoumajícího léčebné účinky přírodních materiálů. Ukázal se být slibným cytostatikem, jeho další výzkum však závisel na omezeném množství dostupných tisů.
Důležitým se proto stal objev jeho syntézy z 10-deacetylbakatinu III izolovaného z běžnějšího tisu červeného, kterou poprvé provedl roku 1988 Pierre Potier. Jeho postup dále vylepšil Robert A. Holton.
Název „paklitaxel“ se používá od roku 1989 namísto původního „taxol“, který byl tehdy zaregistrován jako název komerčního léčiva. To bylo schváleno pro klinické používání roku 1992.